# Success (Arkansas)
Success es un pueblo ubicado en el condado de Clay en el estado estadounidense de Arkansas. En el Censo de 2010 tenía una población de 149 habitantes y una densidad poblacional de 265,11 personas por km².

## Geografía
Success se encuentra ubicado en las coordenadas 36°27′16″N 90°43′23″O / 36.45444, -90.72306. Según la Oficina del Censo de los Estados Unidos, Success tiene una superficie total de 0.56 km², de la cual 0.56 km² corresponden a tierra firme y (0%) 0 km² es agua.

## Demografía
Según el censo de 2010, había 149 personas residiendo en Success. La densidad de población era de 265,11 hab./km². De los 149 habitantes, Success estaba compuesto por el 97.32% blancos, el 0% eran afroamericanos, el 0% eran amerindios, el 0% eran asiáticos, el 0% eran isleños del Pacífico, el 0% eran de otras razas y el 2.68% pertenecían a dos o más razas. Del total de la población el 0% eran hispanos o latinos de cualquier raza.